# Platja de la Mar Xica
La Mar Xica és una platja de grava, còdols i arena, del municipi de Benicarló, a la comarca del Baix Maestrat (País Valencià).
Aquesta platja limita al nord amb el terme de Vinaròs i al sud amb el port de Benicarló i té una longitud de 3200 m, dels quals sols els 1000 m del sud tenen serveis, amb una amplària de 25 m.
Se situa en un entorn rural, amb poca urbanització, disposant d'accés per camí asfaltat. Té poca afluència de banyistes i permet gaudir de tranquil·litat.
Desemboquen el barranc d'Aiguaoliva, al nord, i la rambla de Cervera, al sud. Davant d'aquesta última hi ha les Pedres de la Barbada, jaciment de restes del port corresponent al poblat íber del Puig.